# Hochepot
Le hochepot est un pot-au-feu apprécié dans la région Nord-Pas-de-Calais, la Flandre et le Hainaut. Ses origines remontent au Moyen Âge et ses premières recettes sont contenues dans le Manuscrit de Sion, le plus ancien traité de cuisine en langue française rédigé vers 1300. Il n'a rien à voir avec le hutspot de la cuisine néerlandaise qui est un mets à base de purée de pomme de terre dont la recette aurait été concoctée lors du siège de Leyde en 1574.

## Définition
C'est un pot-au-feu flamand cuisiné à base de queue de bœuf, d'épaule de mouton, de lard salé et des légumes du pot. La queue de bœuf est le morceau de viande parfois unique. Les légumes sont servis entiers alors qu'ils sont écrasés en purée dans le hutspot.
Le hochepot était anciennement un mets où entraient de la viande, des châtaignes et des navets cuits avec du bouillon dans un pot de terre. De nos jours, il est cuisiné avec différentes sortes de viande : plat de côtes de bœuf, épaule ou collier de mouton, poitrine ou collet de veau, petit salé, oreilles et pieds de cochon et saucisses. Elles mijotent dans une marmite avec des légumes d’hiver : carottes, panais, oignons, poireaux, céleri, pommes de terre et aromates.

## Origine et étymologie
C'est une vieille recette de la Belgique et du nord de la France et le mets emblématique des Flandres et de la province du Hainaut. L'étymologie du mot vient du vieux français hottison, « secouer ». Ce terme désignait également une poule au pot cuisinée avec des bas morceaux de bœuf et des légumes,.Le nom originel: hustepot dérive du verbe néerlandais 'hutsen' ou 'hotsen', en fr. secouer. Source: Vandaele etymologisch woordenboek. Hottison est absent du dictionnaire de l'ancien français Godefroy.

## Historique
Le plus ancien traité de cuisine en langue française est le Manuscrit de Sion rédigé à la fin du XIIIe siècle et retrouvé à la bibliothèque cantonale du Valais. Il donne une recette pour accommoder le sanglier et le cerf dont la viande doit être « longuement bouillie, lardée sur la longueur par-dedans. Puis faites cuire dans une autre eau [avec] du macis, du vin à profusion. À la sauce cameline ». Si aucun légume d'accompagnement n'est signalé, il n'en est pas de même pour leur viande salée. Pour les accommoder, il conseille : « Faites tremper. Puis lavez très bien. Jetez le premier bouillon. Lavez à l'eau claire. Laissez refroidir. Puis découpez-le en fines tranches. Portez à ébullition dans de l'eau et moitié de vin blanc. Puis pelez des châtaignes cuites sur la braise. Mettez le tout dans un plat. Dressez votre bouillon avec le gibier. Mangez à la moutarde. » Ce type de préparation est très proche de la recette de hochepot donnée par un manuscrit de la bibliothèque de l'Université de Gand qui est daté de la fin XVe, début du XVIe. 
Cette recette de hochepot à base de cerf est intitulée Om hutspot te redenen van een hert, elle ressemble à celle d'un civet médiéval par l'utilisation d'oignons et de vin rouge. Cette recette indique que, outre la viande de cerf, les oignons et le vin rouge, il faut verjus, beurre, sucre, noix de muscade et cardamome. Le hochepot n'était alors que de la viande cuite dans un liquide. Ce seul fait permet de relier les hochepots médiévaux aux actuels hochepots flamands.
Le Viandier de Taillevent, dont le plus ancien manuscrit a été écrit au XIVe siècle, possède une seule recette de hochepot, celui de poulaille. Mais la plus ancienne version reste là aussi celle du manuscrit de Sion. Son rédacteur y indique : « Hochepot de poullaile metez par membres surfrire en saing de lart prenez ung pou de pain brullé & des foyes deffais de vin & du boillon de beuf metez boulir vostre grain affinez gingembre canelle grene de paradis deffait de verjus et doit estre noiret & cler. » Ce qui a permis de déduire que « les différentes versions du Viandier sont des réécritures et des agrandissements de la version primitive du Manuscrit de Sion, antérieure à la naissance présumée de Taillevent ».

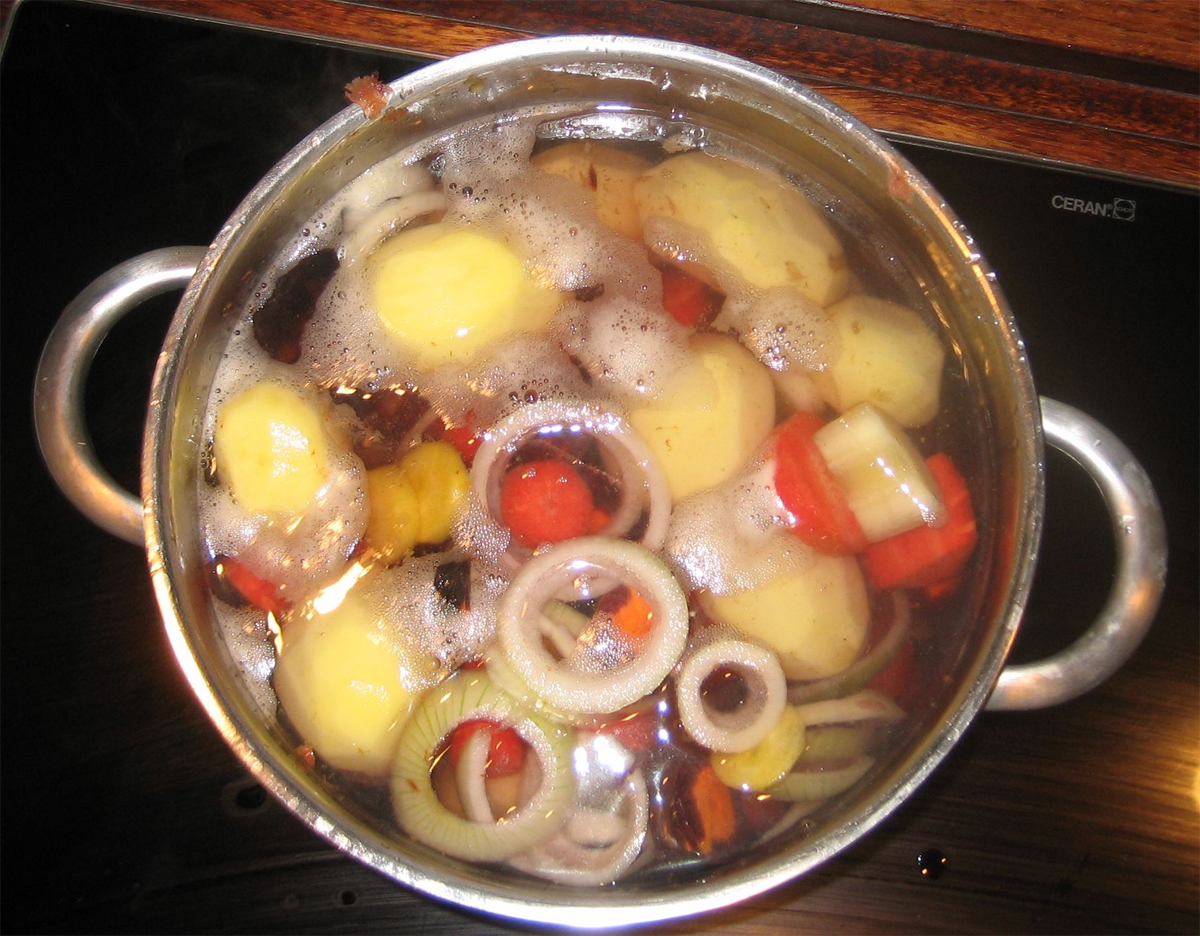
Ingrédients.

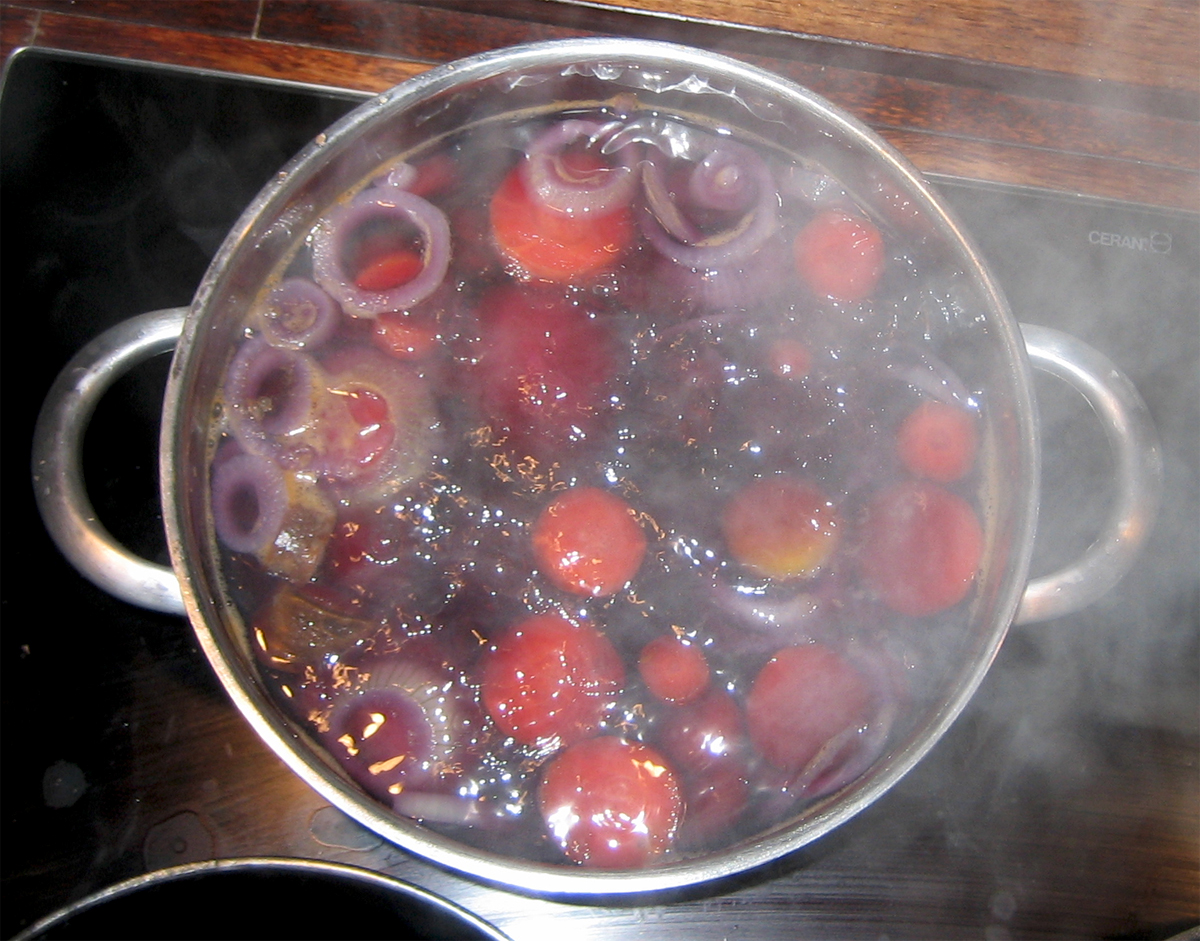
Cuisson.

La recette du hochepot a évolué et n'a rien à voir avec le hochepot gantois. Dans le Manuscrit de Sion, il s'agit d'un ragoût de « morceaux de volailles frits dans du lard puis cuits dans du bouillon liés au foie et au pain grillé. Il est épicé de cannelle et de maniguette puis délayé dans du verjus afin de lui donner un aspect clair ». Le hochepot au Moyen Âge et sa grande diversité des recettes ne permet pas de lui donner une définition plus précise sauf à dire qu'il est l'ancêtre des actuels hochepots.

## Ingrédients
Ce mets nécessite pieds et oreilles de porc, lard salé, queue et poitrine de bœuf, épaule et poitrine de mouton, carottes, chou, oignon, poireaux, pommes de terre, sel et poivre.

## Préparation
Les viandes placées dans une marmite sont recouvertes d'eau puis le tout est salé et poivré. Après ébullition, l'ensemble doit cuire pendant deux heures. C'est alors que sont ajoutés les légumes pour une nouvelle cuisson de deux heures à feu doux. Le bouillon est servi en soupière avec quelques légumes. Le hochepot, plat de résistance, comporte les viandes et le reste des légumes entiers.

## Accord mets/bière/vins
Traditionnellement, dans la région Nord-Pas-de-Calais, ce mets est accompagné d'une bière blonde. « Sa légère amertume rafraîchit la bouche et met le plat à l’aise : le gras s’en trouve atténué et les légumes dégagent leurs notes fruitées. » Le chef Patrick Asfaux conseille la bière l'Angélus de la brasserie d'Annœullin.
Pour les amateurs de vin, le choix peut se porter sur du vin blanc jeune et bien frais originaire du vignoble de Bordeaux ou du vignoble du Val de Loire. Pour ceux qui optent pour le vin rouge, s'imposent les vins primeurs dont le beaujolais nouveau.